# ハインリヒ24世 (ロイス＝グライツ侯)
ハインリヒ24世・ロイス・ツー・グライツ（Heinrich XXIV. Reuß zu Greiz, 1878年3月20日 - 1927年10月14日）は、ドイツのロイス＝グライツ侯国（兄系ロイス侯国）の統治者（在位：1902年 - 1918年）。

## 生涯
ロイス＝グライツ侯ハインリヒ22世とその妻でシャウムブルク＝リッペ侯アドルフ1世の娘であるイーダの間の第1子、長男として生まれた。両親にとって唯一の男子だったが、幼少期の事故のために心身に重い障害があり、1902年に父から侯位を継承した際には統治不能が宣言された。このため、1902年から1908年までは同族の弟系ロイス侯ハインリヒ14世が、1908年以降はその世子で1913年に侯位を継ぐハインリヒ27世が兄系ロイス侯国の摂政を務めた。
1918年のドイツ革命で君主の身分を失った後、1927年に亡くなるまでグライツの居城ウンテーレ城（Unteres Schloss、下側の城）で暮らした。彼の死により兄系ロイス侯家は断絶したため、弟系ロイス侯家家長のハインリヒ27世がロイス家全体の家長となった。
| 先代 ハインリヒ22世 | ロイス＝グライツ侯 1902年 - 1918年                                  | 次代 -              |
| 先代 -              | 〈名目上〉ロイス＝グライツ侯 ロイス＝グライツ家家長 1918年 - 1927年 | 次代 ハインリヒ27世 |